# Il quarto tipo
Il quarto tipo (The Fourth Kind) è un film del 2009 scritto e diretto da Olatunde Osunsanmi.
Mescolando elementi in stile falso documentario (mockumentary), il film narra i misteriosi eventi che si verificano da oltre quarant'anni nella cittadina di Nome, in Alaska, legati ai rapimenti alieni.
Il titolo del film si riferisce alla classificazione utilizzata dagli ufologi (inizialmente stilata da Josef Allen Hynek nel 1972) riguardo agli incontri ravvicinati con gli alieni, in cui il quarto tipo denota un rapimento alieno.

## Trama
Il film alterna scene "reali" raccolte tramite found footage con altre "ricostruite" attraverso attori.
La Chapman University intervista la psicologa Abigail Tyler, la quale descrive una serie di eventi accaduti a Nome, in Alaska, che culminarono in un presunto rapimento alieno nell'ottobre 2000.
Nell'agosto del 2000, il marito di Abigail, Will, viene assassinato a pugnalate mentre si trova in camera da letto con la moglie. Abigail resta talmente traumatizzata dall'accaduto da non riuscire a ricordare il volto dell'aggressore, ma cerca di tirare avanti con il lavoro e occupandosi dei figli Ronnie e Ashley, quest'ultima diventata improvvisamente cieca dopo la morte del padre.
Abigail registra sedute di ipnoterapia con diversi pazienti che sembrano aver vissuto la medesima esperienza: l'aver visto un gufo bianco che li fissava attraverso la finestra mentre dormivano, subito prima che creature non identificate cercassero di fare irruzione nelle loro case. Una notte, Abigail viene chiamata dalla polizia perché uno dei suoi pazienti ha chiesto di lei dopo aver preso in ostaggio moglie e figli nella loro abitazione. Afferma di aver ricordato pienamente l'esperienza vissuta, domandando ripetutamente quale sia il significato di "Zimabu Eter". Dopodiché, affermando di essere costretto a farlo, uccide la famiglia e si toglie la vita.
Lo sceriffo August accusa Abigail di aver in qualche modo spinto l'uomo a commettere gli omicidi tramite la seduta di ipnosi, ordinandole di cessare di esercitare tale pratica sui suoi pazienti. Abigail è però determinata a scoprire di più, cominciando a sospettare che i suoi pazienti siano stati spiati e rapiti da creature aliene. Abigail scopre che, in una delle registrazioni che è solita a fare mentre lavora a casa, si sente lei venire aggredita da qualcosa che si è introdotto nell'edificio; nonostante le prove, non ha alcun ricordo dell'accaduto. Nella registrazione si sente una voce alterata parlare una lingua sconosciuta, quindi Abigail contatta il dottor Awolowa Odusami, uno specialista di lingue antiche che Will aveva cercato di chiamare. Odusami identifica la lingua registrata come sumerica.
Un altro paziente, Scott, riferisce ad Abigail che la creatura vista nei presunti sogni non era un gufo, ma non riesce a ricordare altro e prega la donna di ipnotizzarlo a casa sua per aiutare a ricordarlo. La dottoressa, accompagnata dal suo collega Campos e da Odusami, esegue, ma Scott improvvisamente inizia a levitare e a parlare in sumero, contorcendo il suo corpo in modo tale da spezzarsi il collo e rimanere paralizzato dal collo in giù. August accusa Abigail dell'accaduto e cerca di arrestarla, ma Campos interviene in sua difesa. I due non riescono a spiegare quello che hanno visto e non vengono creduti da August, che mette Abigail agli arresti domiciliari.
Una notte, l'agente di polizia incaricato di sorvegliare la casa di Abigail vede un oggetto volante non identificato apparire sopra la residenza e prelevare delle persone. Quando arrivano i rinforzi, trovano Abigail sconvolta che sostiene che Ashley sia stata rapita. August rigetta la testimonianza del poliziotto incaricato di sorvegliare la casa e, ritenendo che Abigail sia uscita di senno per la morte del marito, l'accusa di aver rapito Ashley e le toglie Ronnie (che a sua volta dubita della sincerità della madre) dalla custodia.
Abigail chiama Odusami e Campos per farsi ipnotizzare nel tentativo di contattare gli alieni e farsi restituire la figlia. La dottoressa ricorda di aver assistito al rapimento di Ashley e di essere stata prelevata lei stessa. Una presenza aliena, comunica ad Abigail che Ashely non tornerà mai più e si autoidentifica come "Dio". Campos e Odusami cercano di soccorrere Ashely, ma qualcosa si introduce nella casa e li rapisce.
Il giorno dopo, i tre si risvegliano senza memoria di quello che hanno vissuto; Abigail finisce all'ospedale con il collo rotto e viene visitata da August, che la informa che Will non è stato ucciso, ma si è suicidato, pertanto Abigail deve essersi autoconvinta del fatto che fosse stato ucciso in quanto non riusciva a sopportare la verità.
Tornando all'intervista della "vera" Abigail, le viene chiesto dall'intervistatore come le persone possano prendere sul serio le sue affermazioni sui rapimenti alieni vista la storia della morte di Will. Abigail replica di non avere altra scelta, in quanto non può rinunciare alla speranza che Ashley sia ancora viva.
Degli scritti finali affermano che Abigail è stata scagionata dalle accuse e ha lasciato l'Alaska, dove le sue condizioni di salute sono peggiorate al punto da richiedere cure costanti. Ronnie non si è mai ricongiunto alla madre, accusandola di aver fatto sparire Ashley. Campos continua a esercitare la sua professione di psicologo, Odusami è diventato professore presso un'università canadese e August è andato in pensione; tutti e tre hanno rifiutato di essere coinvolti nella produzione del documentario. Ashley non è mai stata ritrovata.

## Produzione
Questo è il secondo film, dopo l'horror "The Cavern", dello sceneggiatore e regista Olatunde Osunsanmi, protégé del regista Joe Carnahan, con cui ha lavorato come assistente durante le riprese di Smokin' Aces.
Il film è stato girato nelle città di Vitoša e Sofia, in Bulgaria, e a Los Angeles, in California. Le riprese aeree, destinate a rappresentare Nome, sono state effettuate a Squamish, Canada. Per la produzione del film è stato speso un budget di 10 milioni di dollari.

## Distribuzione
Il film è stato presentato in anteprima allo Screamfest Horror Film Festival a fine ottobre del 2009; la pellicola ha debuttato nelle sale cinematografiche statunitensi, britanniche e canadesi il 6 novembre dello stesso anno. In Italia il film è stato distribuito a partire dal 22 gennaio 2010 su distribuzione Warner Bros.

### Marketing
Per promuovere il film, la Universal Pictures creò un sito web con notizie false, apparentemente tratte da veri giornali dell'Alaska, tra cui The Nome Nugget e il Fairbanks Daily News-Miner. La campagna suscitò polemiche e i giornali citarono in giudizio la Universal, che ammise di aver utilizzato i nomi senza autorizzazione. Si giunse presto a un accordo, in base al quale la Universal accettò di rimuovere le notizie false e di versare 20.000 dollari all’Alaska Press Club, oltre a un contributo di 2.500 dollari a un fondo per borse di studio della Calista Corporation.
Nell'accordo si specificava: «La Universal accetta la disattivazione e rimozione permanente, e dichiara e garantisce di aver già disattivato e rimosso permanentemente da Internet tutti gli articoli di notizie».

## Accoglienza

### Incassi
Il film ha incassato in tutto il mondo quasi 48 milioni di dollari al botteghino, riuscendo a generare comunque un piccolo profitto per la casa di produzione.

### Critica
Sulla piattaforma Rotten Tomatoes il film ha ottenuto un indice di apprezzamento del 18% sulla base di 115 recensioni. Molti critici hanno condannato il fatto che il film lasci intendere come reali fatti che sono in realtà frutto dello stile mockumentary al fine di capitalizzare l'attenzione dell'opera e incassare più denaro, facendo leva sui timori del pubblico circa la realtà che si cela dietro tragedie come la scomparsa improvvisa di bambini. Ciononostante, molti critici hanno speso comunque parole positive sulle caratteristiche tecniche del film: ad esempio il critico Roger Ebert si è complimentato fortemente per la performance della protagonista Milla Jovovic.